# Rolf Singer
Rolf Singer (* 23. Juni 1906 in Schliersee; † 18. Januar 1994 in Chicago) war ein deutscher Mykologe. Er war eine der einflussreichsten und produktivsten Persönlichkeiten in der Mykologie des 20. Jahrhunderts. Sein offizielles botanisches Autorenkürzel lautet „Singer“.

## Biografie
Der Sohn des Tier- und Genremalers Albert Singer besuchte die Volksschule in Schliersee und das Gymnasium in Pasing, München und Amberg. Er beschäftigte sich bereits vor seinem Abitur mit Pilzen und veröffentlichte ab 1922 seine ersten mykologischen Arbeiten, darunter 1923 seine erste monographische Studie über mitteleuropäische Täublinge. Singer studierte zunächst an der Universität München, wo er das Diplom in Chemie erwarb. 1928 wechselte er an die Universität Wien, wo er bei Richard Wettstein als dessen letzter Schüler mit seiner zweiten monographischen Bearbeitung der Gattung Russula als Dissertation zum Dr. phil. promoviert wurde. In Wien konnte Singer an zwei Kaukasus-Exkursionen der Akademie der Wissenschaften in Wien teilnehmen, deren Ergebnisse er in zwei größeren Veröffentlichungen dokumentierte. Zudem war Singer bei dieser Gelegenheit an der Erstbesteigung des 4475 Meter hohen Giultschi beteiligt.
Während der Zeit des Nationalsozialismus emigrierte er nach Barcelona, wo er eine Assistenzprofessur an der Autonomen Universität innehatte. Auf Veranlassung der deutschen Regierung wurde er von den spanischen Behörden verfolgt und setzte sich 1934 nach Frankreich ab. In Paris bekam er ein Stipendium am Muséum national d’histoire naturelle. Anschließend arbeitete er von 1936 bis 1941 in Leningrad als Wissenschaftler am Botanischen Garten der Akademie der Wissenschaften der UdSSR. In dieser Zeit unternahm er zahlreiche Exkursionen nach Sibirien, ins Altaigebirge und nach Karelien.
Ab 1941 folgten Lehr- und Studienaufenthalte in den USA. Er verbrachte sieben Jahre in Harvard am dortigen Farlow Herbarium of Cryptogamic Botany, zunächst als wissenschaftlicher Mitarbeiter, dann als stellvertretender Direktor und – nach dem Tod von David Linder – als Direktor. In dieser Zeit erhielt Singer ein Guggenheim-Stipendium in Florida und nahm an der Universität von Virginia einen Lehrauftrag an.
1948 verließ Rolf Singer Harvard, um in Argentinien an der Nationaluniversität von Tucumán eine Professur anzunehmen. 1961 wurde er Professor an der Universität von Buenos Aires. Es folgten Studienaufenthalte in Chile und Brasilien. Während seiner Zeit in Südamerika trug Singer mit seiner Frau und seiner Tochter Heide aufwendige Sammlungen von Pilzen zusammen.
1968 erhielt er einen Ruf an das Field Museum of Natural History (kurz: Field Museum) der University of Illinois at Chicago und wirkte dort, unterbrochen durch zwei Forschungsaufenthalte in Lausanne (1970–1971) und Manaus (1976–1978), bis zu seiner Pensionierung und blieb dem Museum bis zu seinem Tod verbunden.

## Werk
Singers Arbeit prägt bis heute die moderne Taxonomie und Systematik der höheren Hymenomyceten. In seinem Hauptwerk The Agaricales in Modern Taxonomy, das mehrfach überarbeitet und aktualisiert wurde, wird deutlich, dass Singer die Gattung als taxonomische Grundeinheit betrachtete und aus seiner Sicht die Arten in der systematischen Analyse eine geringere Rolle spielen. Er selbst hat sein Werk als eine Monographie der Gattungen begriffen und sich immer gegen den Ansatz verwahrt, Taxonomie bezogen auf kleine Regionen zu betreiben, da diese seiner Ansicht nach zu einer zu starken Zersplitterung der Gattungen führen würde. Konsequenterweise erforschte er die Pilzflora in möglichst vielen Ländern und verstand unter einer Region einen ganzen Kontinent. Er erarbeitete sich mit seinen Forschungsreisen einen Überblick über die Vielfalt der Pilzgattungen, wie kein anderer Mykologe vor ihm.
Aufgrund seiner eigenen Funde sowie des Studiums vorliegenden Typusmaterials gelang es ihm, eine ganze Anzahl neuer Gattungen zu beschreiben, wobei es sich in der Mehrzahl nicht um Aufsplitterungen bereits beschriebener Taxa handelte. Singer hat unter anderem 86 Gattungen neu benannt und beschrieb über 2460 Arten und Unterarten aus 222 Gattungen.
Neben der Taxonomie hat Singer sich auch wesentlich mit der Phylogenie der Hymenomyceten beschäftigt. So war er zur Überzeugung gelangt, dass sich die Hutpilze von hypogäischen Gasteromyceten ableiten lassen und viele, meist als Aphyllophorales eingestufte Formen sich aus Blätterpilzen entwickelt hätten, indem deren charakteristische morphologische Merkmale reduziert worden seien. Seine Ergebnisse stützte er dabei unter anderem auf mikroskopische Merkmale und wandte sich damit vom bis dahin verbreiteten Ansatz ab, die Verwandtschaft der Pilze auf rein makroskopische Merkmale zu beziehen.
Singer befasste sich ferner mit ökologischen Aspekten der Pilzkunde, auch wenn diese Leistungen in ihrem Umfang geringer waren als die in der Taxonomie und Phylogenie. So hat er bedeutende Arbeiten über die ektotrophe Mykorrhiza veröffentlicht. Einige seiner über 440 Publikationen befassen sich zudem mit Gebieten wie Ethnomykologie und Pilzzucht. Singers Arbeiten sind in neun Sprachen erschienen.

## Familiäres
Seine Frau Martha (Mimi) Kupfer (* 15. Dezember 1910 in Wien; † 8. Januar 2003 in Encinitas in Kalifornien), die er während seines Studiums in Wien kennengelernt hatte, war Bildhauerin und unterstützte die wissenschaftliche Forschung ihres Mannes, indem sie ihn auf seinen zahlreichen Expeditionen begleitete. Sie war bis zu seinem Tod ehrenamtliche Mitarbeiterin am Field Museum. Ab 1997 bis zu ihrem Tod lebte sie bei ihrer Tochter in der Nähe von San Diego.

## Ehrungen
Nach ihm benannt sind die Pilzgattungen Singera Batt. & J.L.Bezerra, Singerella Harmaja, Singeriella Petr. und Singeromyces M.M.Moser.

## Werke
- The Agaricales in Modern Taxonomy (4. Auflage, 981 Seiten) erschienen 1986. Koeltz Scientific Books, Koenigstein. ISBN 3-87429-254-1.
- Mushrooms and Truffles. Botany, Cultivation and Utilization, Koeltz Scientific Books. ISBN 3-87429-258-4